# Busserotte-et-Montenaille
Busserotte-et-Montenaille ist eine französische Gemeinde mit 33 Einwohnern (Stand: 1. Januar 2022) im Département Côte-d’Or in der Region Bourgogne-Franche-Comté (vor 2016 Bourgogne). Sie gehört zum Arrondissement Dijon und zum Kanton Is-sur-Tille. 

## Geographie
Busserotte-et-Montenaille liegt etwa 35 Kilometer nördlich von Dijon auf dem Plateau von Langres. Umgeben wird Busserotte-et-Montenaille von den Gemeinden Grancey-le-Château-Neuvelle im Norden und Osten, Courlon im Osten und Südosten sowie Bussières im Süden und Westen.

## Bevölkerungsentwicklung
| Jahr                       | 1962 | 1968 | 1975 | 1982 | 1990 | 1999 | 2006 | 2013 | 2019 |
| Einwohner                  | 39   | 46   | 39   | 35   | 33   | 30   | 30   | 34   | 21   |
| Quellen: Cassini und INSEE |      |      |      |      |      |      |      |      |      |

## Sehenswürdigkeiten

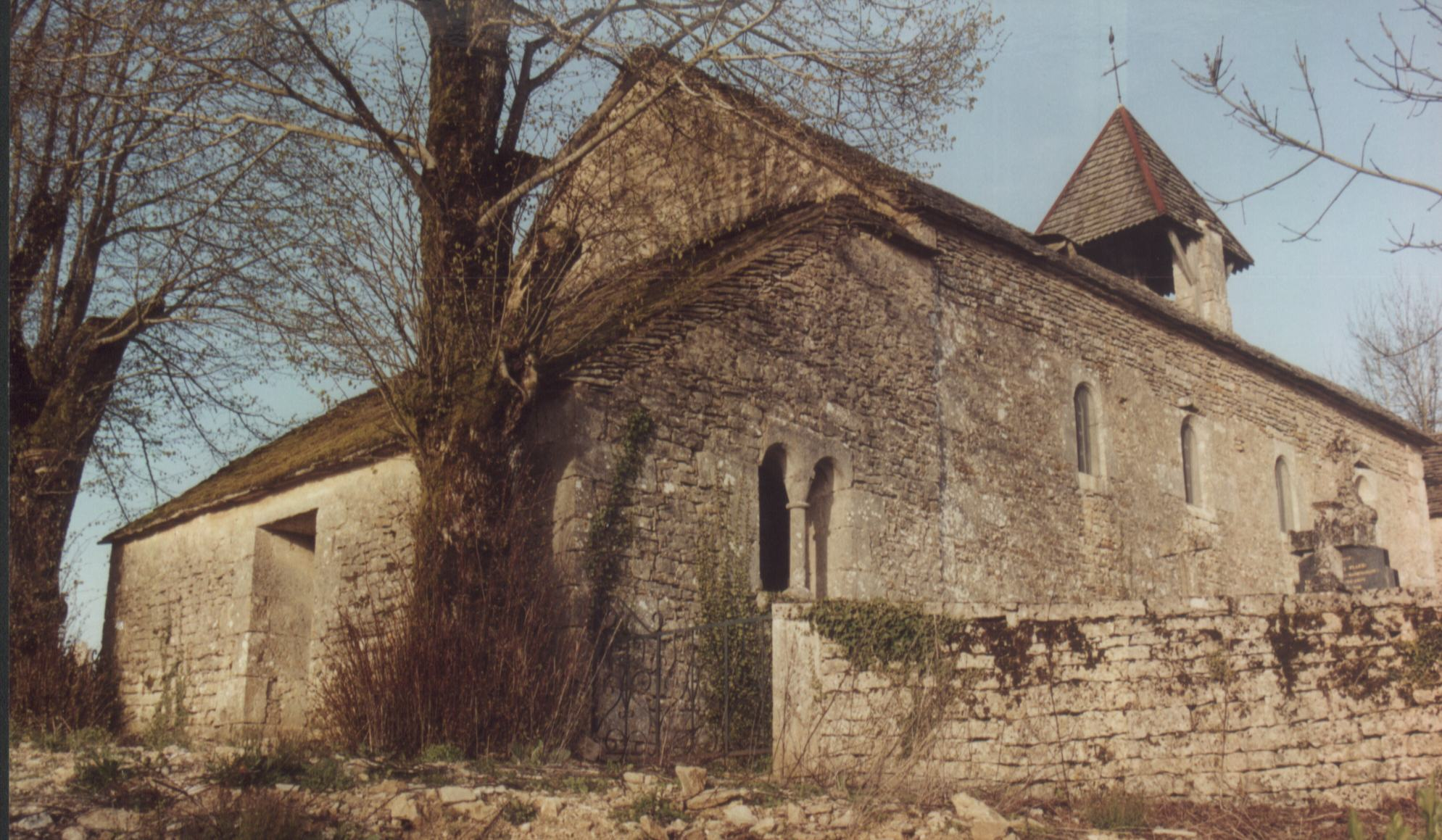
Kapelle Saint-Ambroise

- Kapelle Saint-Ambroise aus dem 13. Jahrhundert
- Kommende des Tempelritterordens